# Acanthodelta indeterminata
Acanthodelta indeterminata är en fjärilsart som beskrevs av Walker 1865. Acanthodelta indeterminata ingår i släktet Acanthodelta och familjen nattflyn. Inga underarter finns listade i Catalogue of Life.